# Laufstall (Viehwirtschaft)
Der Laufstall ist ein Begriff aus der Landwirtschaft, speziell der Milchviehhaltung und bezeichnet einen Stall, in dem sich die Nutztiere im Vergleich zur Anbindehaltung frei bewegen können.
Viele landwirtschaftliche Betriebe wechseln von der Anbindehaltung zur Laufstallhaltung. Diese ermöglicht ein artgerechteres Sozialverhalten, kann den Tierkomfort erhöhen und ist bei größeren Beständen effizienter. Die Tiere können sich im Stall frei bewegen.
In Deutschland werden im Jahr 2021 83 Prozent aller Rinder und 89 Prozent aller Milchkühe in Laufställen gehalten. In der Lutherstadt Eisleben wurde bereits 1959 aufgrund wissenschaftlicher Erkenntnisse auf einen Laufstall mit Auslauf umgestellt. Vor allem in den neuen Bundesländern Deutschlands hat die alternative Anbindehaltung nur noch eine geringe Bedeutung. Hier werden zwischen 0,6 % (Sachsen-Anhalt) und 3,6 % (Sachsen) der Rinder und fast keine Milchkühe mehr in Anbindeställen gehalten. Deutschlandweit ist diese Haltungsform vorwiegend bei kleinen Betrieben, welche die hohen Investitionskosten einer Umstellung scheuen und bei Verschärfung von Auflagen oft auch die Aufgabe des Betriebes in Erwägung ziehen. Doch auch in Bayern, wo mit über 50 % der Betriebe (2020) der Betriebe die Anbindehaltung am meisten verbreitet ist, werden neue Ställe meist als Laufställe gebaut.

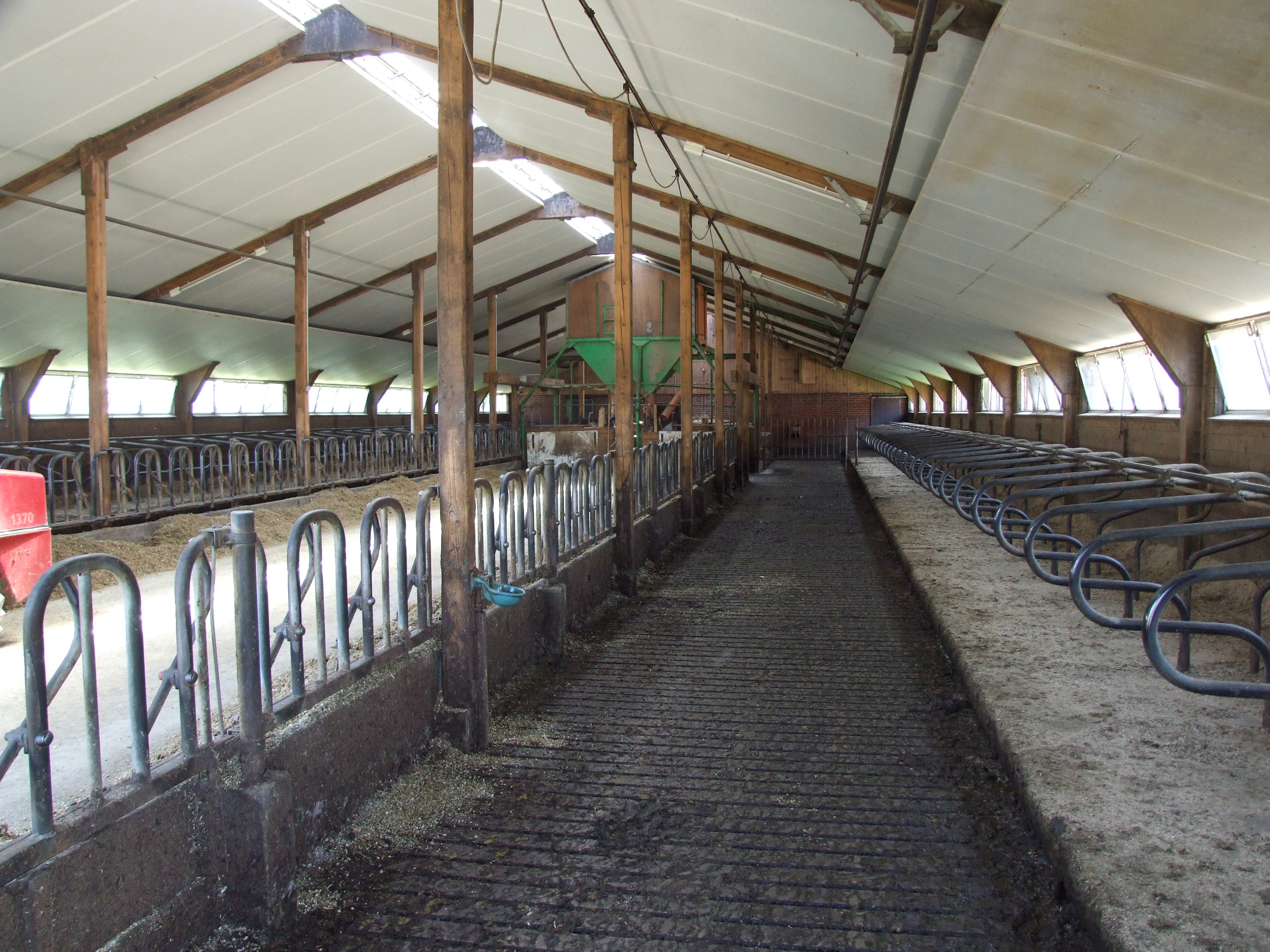
Boxenlaufstall

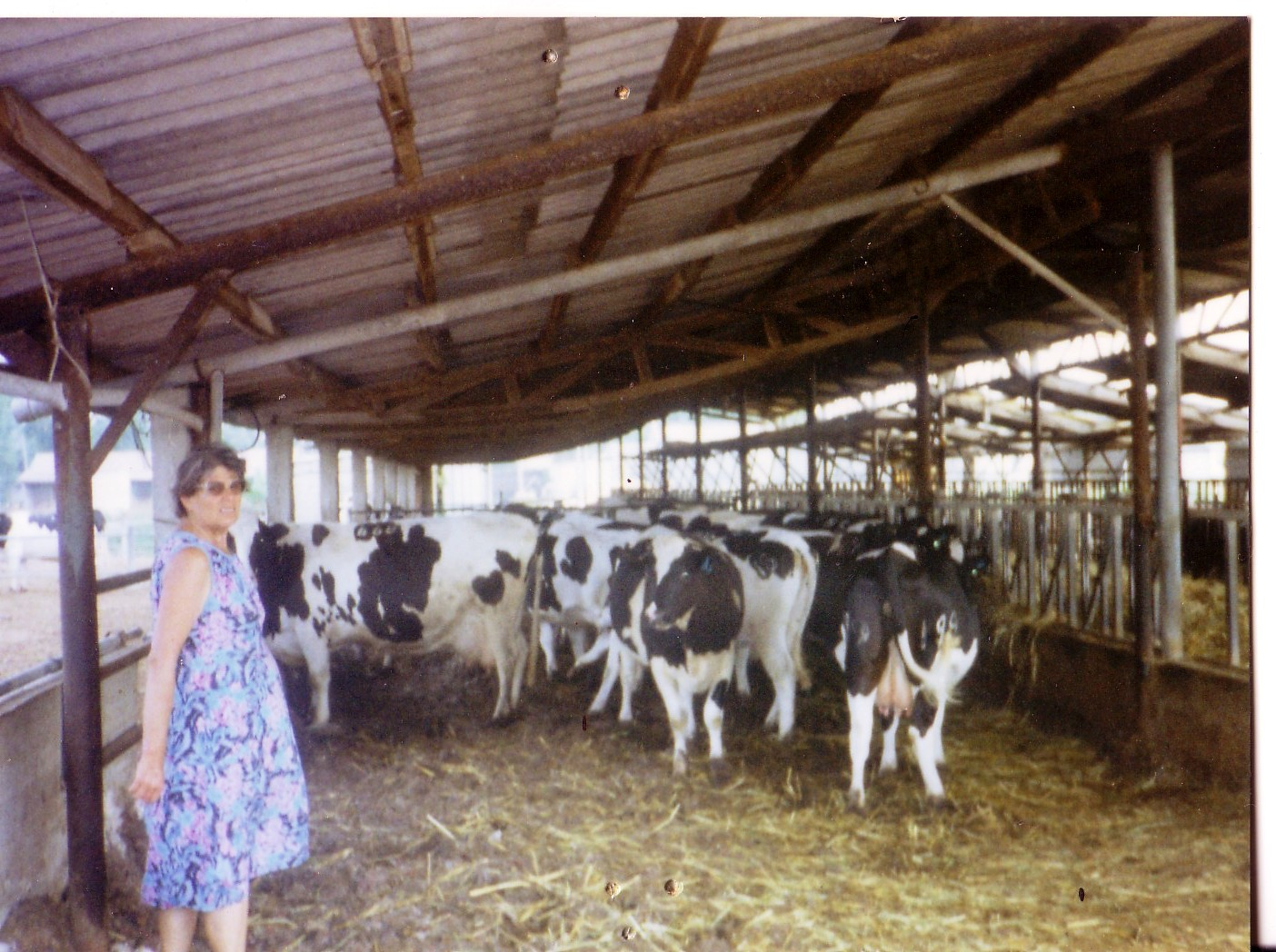
Tieflaufstall

Es gibt unterschiedliche Formen von Laufställen in der Milchviehhaltung.
- Ein Boxenlaufstall hat beispielsweise für die Kühe einzelne Liegeplätze, die getrennt von der Lauffläche sind. Die Liegeboxen sind entweder tief und mit Einstreu aufgefüllt oder hoch und mit speziellen Kuhmatratzen versehen. Der Boxenlaufstall wird mit befestigtem oder teilbefestigtem Boden ausgeführt: Dieser ist planbefestigt oder mit Spaltenboden oder eine Mischform von beiden.
- Tieflaufställe sind dagegen mit Einstreu. Hier gibt es keine Trennung von Laufbereich und Liegeplatz. Sie sind besonders geeignet für Jungtieraufzucht und Bullenmast, allerdings verbrauchen sie das meiste Stroh, sind sehr arbeitsaufwändig beim Entmisten und haben den größten Flächenbedarf.

Der Laufstall ist bei Stallneubauten Standard, da er Vorteile bezüglich der Tiergesundheit und der Arbeitswirtschaft aufweist. Des Weiteren hat sich gezeigt, dass durch den verbesserten Kuhkomfort speziell in der Milchviehhaltung eine Steigerung der Milchleistung zu erwarten ist.
Als Nachteil kann z. B. die durch ständige Feuchtigkeit mitverursachte Mortellaro-Krankheit genannt werden, welche bei der Anbindehaltung weniger häufig auftritt. Auch die Enthornung der Kühe wird kritisch betrachtet, welche seit dem Aufkommen der Laufställe praktiziert wird. Damit soll die Verletzungsgefahr für Tiere und Betreuende verringert werden und der Platzbedarf der Tiere im Stall etwas reduziert werden.
Trotz optimaler Betäubung und Schmerzausschaltung können jedoch akute und chronische Schmerz- und Überempfindlichkeiten bei den Kälbern entstehen. Da die Kühe durch die Zucht auf eine höhere Milchleistung immer größer werden, wurden die Liegeboxen häufig zu klein ausgemessen, wodurch der Kuhkomfort leidet und Sprunggelenke geschädigt werden können.
Auch in der Pferdehaltung gibt es Laufställe, beispielsweise den Aktivstall, der sich durch automatische Fütterung auszeichnet.